# كزافييه مويانو
كزافييه مويانو (بالإسبانية: Xavier Moyano)‏ هو منتج أسطوانات ومهندس الصوت وكاتب أغاني ومهندس أرجنتيني، ولد في 2 ديسمبر 1981 في سان ميغيل دي توكومان في الأرجنتين.